# 聖安東尼奧德普蒂納省

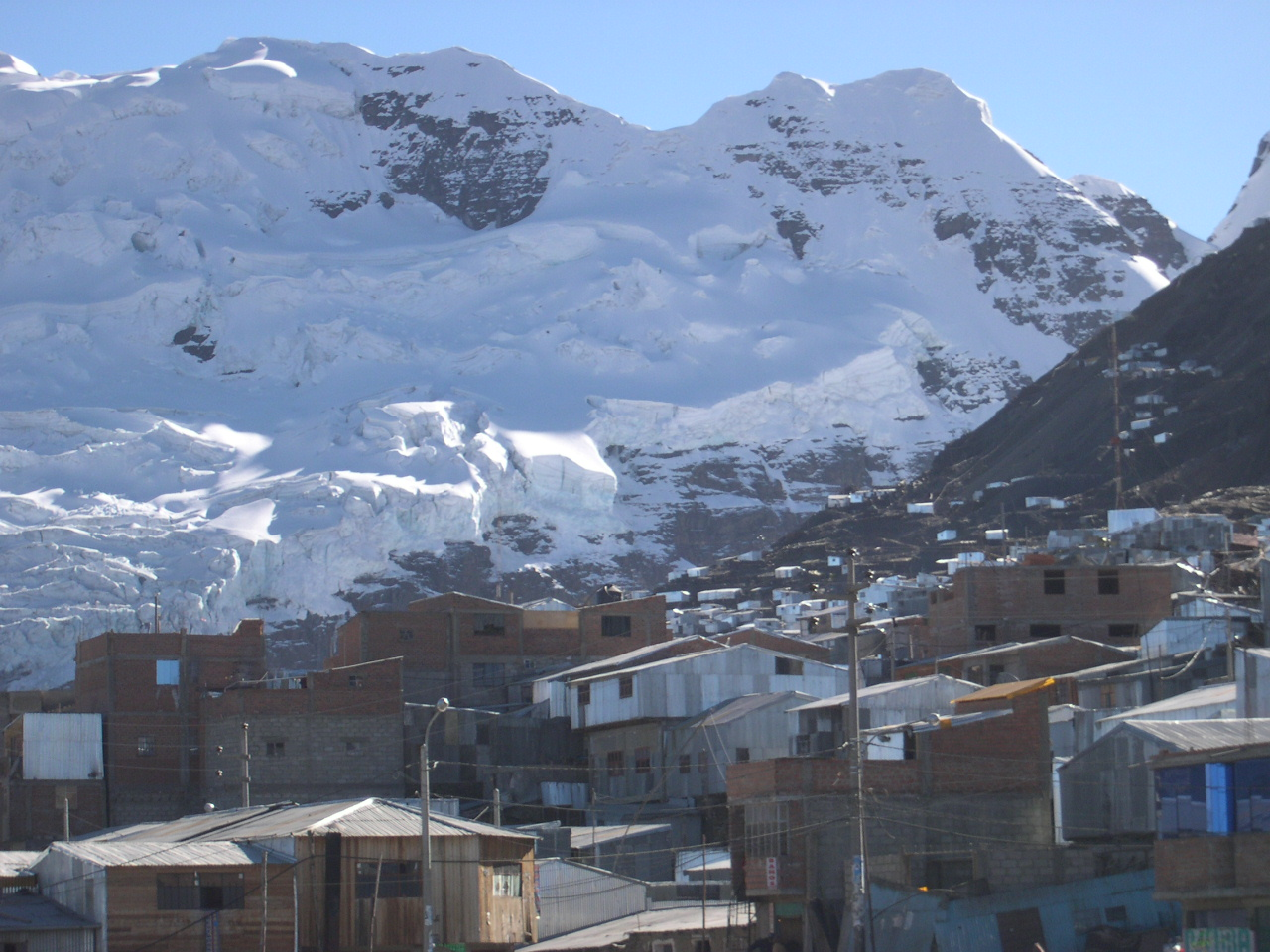

聖安東尼奧德普蒂納省（西班牙語：Provincia de San Antonio de Putina），是秘魯的省份，位於該國東南部普諾大區，首府是普蒂納，始建於1989年6月12日，海拔高度3,874米，面積3,207平方公里，2007年人口50,490，人口密度每平方公里15.74人。
14°54′50″S 69°52′25″W / 14.91389°S 69.87361°W